# تشيري بوتير
تشيري بوتير (بالإنجليزية: Cherry Potter)‏ هي صحفية وكاتبة سيناريو بريطانية، ولدت في 1950.

## وصلات خارجية
- الموقع الرسمي